# Hervestigingen in Newfoundland en Labrador
De term hervestiging (Engels: resettlement) slaat in de context van Newfoundland en Labrador op de georganiseerde ontvolking van afgelegen dorpen en de hervestiging van hun inwoners in groeipolen. Tussen 1954 en 1975 werden er drie grootschalige hervestigingsprogramma's uitgewerkt door het provinciebestuur van Newfoundland, hetgeen leidde tot de ontvolking van meer dan 300 afgelegen dorpen en de verhuizing van bijna 30.000 mensen. De hervestigingspolitiek gaat tot vandaag op beperktere schaal verder.

## Context
De geschiedenis en de economie van de provincie Newfoundland (vandaag "Newfoundland en Labrador") was geschoeid op de visserij en zo werden veel kleine gemeenschappen opgericht in de hele kuststreek. Sommige van deze gemeenschappen waren seizoensgebonden uitvalsbasissen waarvan sommige uiteindelijk uitgroeiden tot permanent bewoonde gemeenschappen. Deze waren meestal erg geïsoleerd van de rest van het land en enkel bereikbaar via watertransport of eventuele wandelroutes. In veel gemeenschappen zorgde de seizoensgebonden kabeljauwvisserij voor de kust voor zowel voedselvoorziening als de overgrote meerderheid van de werkgelegenheid. Het merendeel van deze plaatsen lag op het eiland Newfoundland, aangezien zowel het klimaat als de viswateren er geschikter zijn om dorpen uit te bouwen dan in Labrador.
Vanaf de late 19e eeuw begonnen de hoofdstad St. John's en het relatief dichtbevolkte gebied rond de nabijgelegen Conception Bay in sneltempo meer mensen aan te trekken uit afgelegen plaatsen in de provincie. Andere plaatsen kregen eveneens een grotere aantrekkingskracht door de industrialisatie. Zo werden er te Corner Brook en Grand Falls-Windsor grote papierfabrieken gebouwd. De plaatsen Wabush, Labrador City, St. Lawrence, Baie Verte en Buchans trokken op hun beurt veel mensen aan als arbeiders in de mijnbouw. Ook Wereldoorlog II speelde een rol door de uitbouw van luchtmachtbasissen in Stephenville, Argentia, Goose Bay en Gander.
De kleine vissersdorpen hadden vooral zwaar te lijden onder de steeds verdere vermindering van de kabeljauwbestanden. Daarenboven was het voor de overheid zeer duur en vaak vrijwel onmogelijk om basale diensten te voorzien voor de mensen in de honderden afgelegen plaatsen ("outports") die vaak minder dan honderd inwoners telden.

## Hervestigingen vóór 1954
Voorafgaand aan de start van de door de overheid gesponsorde hervestigingsprogramma's werden verschillende kustgemeenschappen reeds verlaten. Een van de eerste voorbeelden hiervan is het dorp Garia aan de zuidkust van Newfoundland. Dit plaatsje van zo'n 200 inwoners verloor driekwart van zijn bevolking nadat deze in 1873 besloot om naar Anticosti te verhuizen voor werk. De overgebleven bewoners trokken geleidelijk aan weg en de gemeenschap was begin jaren 1910 een spookdorp geworden. Ook enkele zeer kleine outports (zoals Millions) verdwenen begin 20e eeuw definitief. 
Tussen 1946 en 1954 zijn naar schatting 49 dorpen volledig verlaten zonder overheidsingrijpen. Regeringsfunctionarissen pleitten toen reeds lang voor een grotere concentratie van de bevolking. In 1953 stelde het provinciaal Ministerie van Welzijn kleine hoeveelheden financiële hulp voor aan inwoners van 110 gemeenschappen, om zo het proces te versnellen dat van nature reeds op gang gekomen was. Dit werd het begin van het eerste door de overheid ondersteunde hervestigingsprogramma van de provincie.
Argentia, een groot dorp aan de westkust van Avalon, werd in 1940 met de grond gelijk gemaakt om op die locatie een Amerikaanse marinebasis te kunnen bouwen.
Labrador kende op veel kleinere schaal hervestigingen toen de Moravische Broeders in het noorden van de regio de Inuit naar centra zoals Nain (opgericht 1771) en Hebron (opgericht 1829) verhuisden. Ook dr. Wilfred Grenfell heeft, met zijn inspanningen om de bevolking van Zuid-Labrador en de noordkust van het Great Northern Peninsula gezondheidszorg en onderwijs aan te bieden, bijgedragen aan bevolkingscentralisatie in plaatsen zoals St. Anthony en Charlottetown.

## Eerste hervestigingsprogramma (1954–1965)

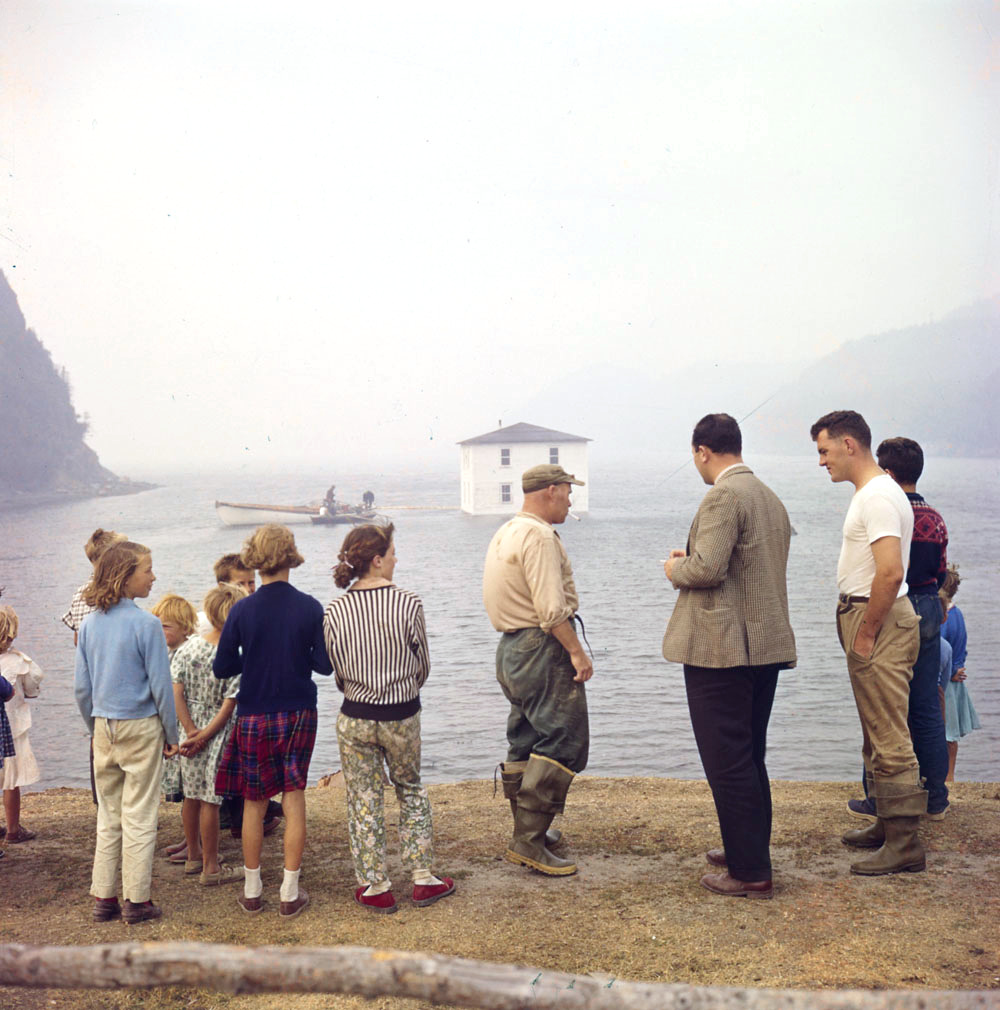
De hervestiging van Silver Fox Island in 1960: een huis wordt via een door bootjes getrokken vlot verplaatst naar het grotere, op Newfoundland gelegen dorp Dover.

In 1954 introduceerde het provinciale Ministerie van Welzijn een programma om inwoners van kleine kustgemeenschappen aan te moedigen naar grotere "groeicentra" te verhuizen. De regering zou betalen voor de verhuizing van alle bezittingen van een gezin, evenals de verhuis van hun huis naar de nieuwe gemeenschap. Dit werd veranderd in een contante betaling van $150 per gezin aan het begin van het programma en geleidelijk verhoogd tot $600 per gezin aan het einde van het programma. Dit was een aanzienlijk bedrag, omdat een visser die werkte in de kustvisserij toen over het algemeen minder dan $500 per jaar verdiende. Om een gemeenschap in aanmerking te laten komen voor hulp, moest iedere volwassen inwoner ermee instemmen om te verhuizen. Tegen 1965 had het programma geleid tot de gehele ontvolking en hervestiging van 115 dorpen met een gezamenlijke bevolking van 7.500.
Ook los van overheidsingrijpen verdwenen er in deze periode nederzettingen. Vooral de missieposten te Hebron en Nutak, in het uiterste noorden van Labrador, zijn hiervan voorbeelden. De Moravische Broeders die de missies uitbaatten beslisten, vooral vanwege de moeilijke levensomstandigheden, in 1959 om deze missieposten op te heffen en de bevolking te doen verhuizen. Dit gebeurde zonder enige vorm van inspraak van de Inuit die er woonden.

## Tweede en derde hervestigingsprogramma (1965–1975)
In 1965 werkten de provinciale en federale overheden samen aan de uitbouw van een nieuw hervestigingsprogramma. Het nieuwe programma werd beheerd door het provinciale Ministerie van Visserij. Onder het nieuwe programma werd de hulp verhoogd tot $1000 per gezin plus $200 voor elke afhankelijke persoon naast de verhuiskosten. Er was niet langer een akkoord van alle stemgerechtigde inwoners nodig, maar slechts van 90% van de bevolking – hetgeen later verlaagd werd tot 80%. Mensen die hun dorp niet wilden verlaten, werden zo in zekere zin gedwongen om te verhuizen. Het leven werd immers bijna onmogelijk nadat de overheid cruciale diensten zoals een veerverbinding, elektriciteit en een postkantoor niet langer aanbood.
Een tweede federaal-provinciale overeenkomst werd gestart in 1970, waarbij de verantwoordelijkheid werd gedeeld door het federale Departement voor Regionale Economische Uitbreiding en het provinciale Ministerie voor Gemeenschaps- en Sociale Ontwikkeling. Tussen 1965 en 1975 werden ongeveer 148 dorpen inclusief gebouwen verhuisd of simpelweg omgevormd tot spookdorpen, waarbij nog eens 20.000 mensen werden hervestigd naar groeipolen of nabijgelegen plaatsen binnen de provincie. 
De tweede en derde reeks hervestigingen was vooral gefocust op dorpen aan de zuidkust van Newfoundland en nederzettingen op kleine eilanden in Placentia Bay en Notre Dame Bay. Een groot deel van deze mensen begon een nieuw leven in grote dorpen als Burgeo en Harbour Breton en plaatsen op het schiereiland Burin. Ook had de overheid bij deze golf van hervestigingen voor het eerst aandacht voor Labrador. De dorpen die aldaar ontvolkt werden (zoals Henley Harbour) zagen hun bevolking vooral naar grotere kustplaatsen zoals Mary's Harbour en Cartwright vertrekken.

## 21e eeuw

### Labrador
De gevolgen van de hervestigingen van nomadische indianengroepen in Labrador naar al dan niet nieuw opgerichte dorpen, blijven vele decennia later voelbaar in het sociale weefsel. De sociale problemen in het door Innu bewoonde dorp Davis Inlet (Labrador), waaronder alcoholmisbruik en hoge zelfmoordcijfers, waren zo erg dat ze de federale overheid ertoe aanzetten om het dorp in 2002 in zijn geheel te verhuizen naar een nieuwe locatie. Het nieuwe dorp Natuashish mocht dan wel betere materiële leefomstandigheden kennen, de sociale problemen blijven tot op heden voortduren.

### Newfoundland

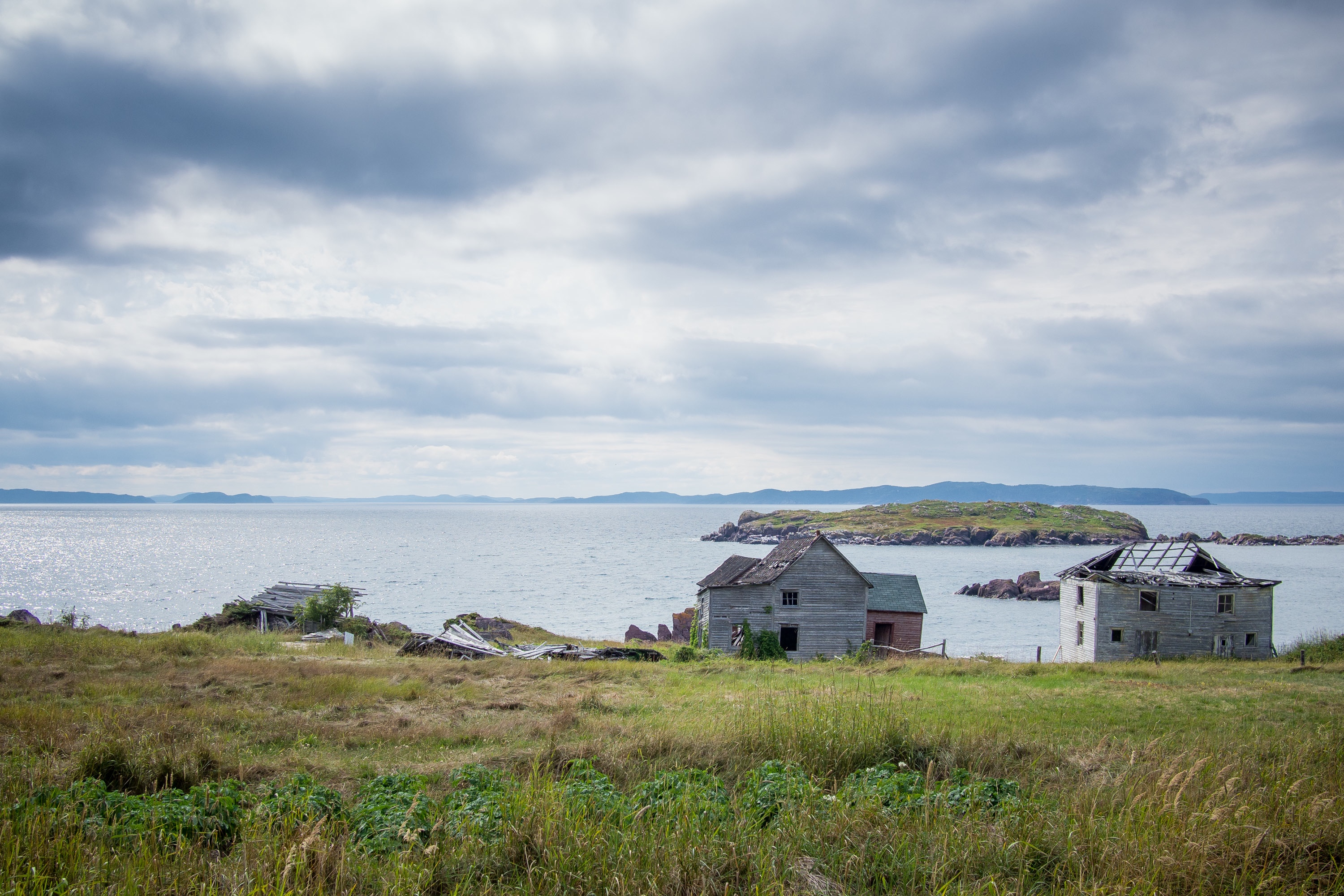
Zicht op enkele verlaten en ondertussen in verval geraakte gebouwen in Tickle Cove (2012)

Vanaf het begin van de jaren 2010 is er sprake van de zogenaamde Community Relocation Policy. Dat is een beleid van door de overheid aangestuurde hervestigingen waarbij een verzoek daartoe afkomstig moet zijn van de gemeenschappen zelf. Het moderne beleid stelt duidelijk dat de overheid geen acties kan aanmoedigen of 'initiëren' om hervestiging te bevorderen. Essentiële diensten (waaronder elektriciteit, postbedeling en een eventuele veerverbinding) worden beëindigd in de gemeenschappen waar een meerderheid van minstens 90% instemt met hervestiging. In 2013 werd de compensatie verhoogd van $100.000 tot $270.000 per huishouden.
Ondanks het feit dat sommige gemeenschappen voorstander van hervestiging zijn, is staatssteun in sommige gevallen geweigerd daar waar de kosten voor compensatie hoger zijn dan het bedrag dat zou kunnen bespaard worden. Zo stemde Nipper's Harbour met een meerderheid van 98% voor hervestiging, maar weigerde de overheid omdat de kosten hoger zouden zijn dan de langetermijnvoordelen. Een van de meest recente voorbeelden van een gemeente waar zowel de bevolking als de overheid instemde met hervestiging is Little Bay Islands (in 2019). De verhuis kostte 10 miljoen dollar, maar zou de provincie de daaropvolgende twintig jaar zo'n 20 miljoen dollar besparen.

## Voorbeelden
- Eind jaren 1950 hervestigden de inwoners van de vissersgehuchten Kearney's Cove en Southwest Croque zich naar het vlakbij gelegen Croque, dat een beter beschermde natuurlijke haven heeft.
- In de jaren 1950 hervestigden de overgebleven inwoners van de in Placentia Bay gelegen eilandgemeenschap Iona zich naar de nabijgelegen dorpen Ship Harbour, Fox Harbour en Long Harbour.[9]
- In de jaren 1960 hervestigden de 264 inwoners van de twee dorpen op Great Colinet Island (Mosquito en Reginaville) zich, voornamelijk naar Admirals Beach.[10]
- Nadat het op een landtong gelegen Sandy Point in 1960 (na een zware storm) een eiland werd, hervestigden alle inwoners zich. Het merendeel van hen verhuisde naar St. George's.[11]
- Begin jaren 1960 verhuisden de laatste acht huishoudens van Grey Islands Harbour op Bell Island met overheidssteun naar elders in de provincie.[12]
- In de jaren 1960 werden verschillende zeer kleine nederzettingen in het uiterste zuidwesten van Newfoundland hervestigd, waaronder McDougall's Gulch, Red Rocks en Osmond.
- Een bijzonder voorbeeld is Red Harbour. Het Burinse plaatsje werd begin jaren 1960 hervestigd, maar werd opnieuw bewoond nadat inwoners van Port Elizabeth (op de Flat Islands) er eind jaren 60 naartoe verhuisden.[13]
- Na uitbetalingen van het provinciebestuur verlieten in 2010 de laatste 31 inwoners van het aan de zuidkust gelegen Grand Bruit hun thuisdorp.[14]
- De op het schiereiland Baie Verte gelegen buurdorpen Round Harbour en Snook's Arm werden kort na elkaar (respectievelijk in 2016 en 2018) hervestigd.
- In 2019 stemde de bevolking van Little Bay Islands, bij een derde poging in minder dan tien jaar, er unaniem mee in om hun dorp te verlaten.[8]